# Octopus hardwickei
Octopus hardwickei är en bläckfiskart som beskrevs av Gray 1849. Octopus hardwickei ingår i släktet Octopus och familjen Octopodidae. Inga underarter finns listade i Catalogue of Life.